# Lần hẹn hò đầu tiên

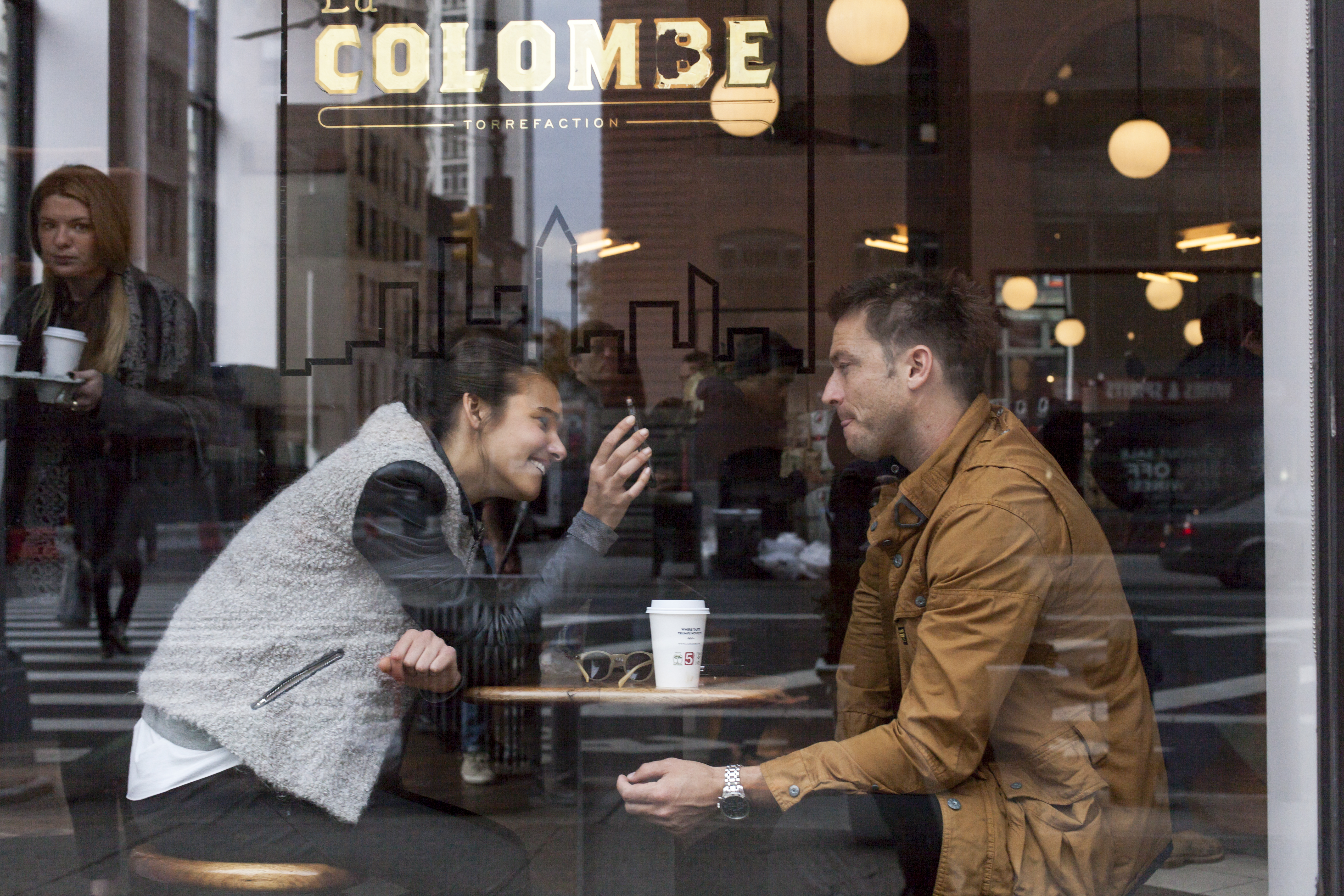
Một buổi hẹn hò

Lần hẹn hò đầu tiên hay buổi hẹn hò đầu tiên (First date) là cuộc gặp gỡ ban đầu trong quá trình hẹn hò của hai người, khi hai bên sắp xếp hẹn gặp để chào hỏi, tìm hiểu nhau bước đầu nhau, lên kế hoạch cho một mối quan hệ tiềm năng và có thể tiến tới những tình cảm lãng mạn. Mục đích khác nhau giữa việc tìm kiếm một người bạn kết đôi lãng mạn, tình yêu trong sáng, tâm đầu ý hợp, xứng đôi, tri kỷ hoặc đơn giản là tìm kiếm một người bạn tình chóng vánh (thường thấy ở các kiểu hẹn hò ngẫu hứng, hẹn hò qua đêm, tình một đêm), cho đến việc kiếm tìm một người bạn đời để gắn bó lâu dài. Những kiểu hẹn hò có thể khác nhau giữa các nền văn hóa, phong cách sống, tôn giáo, giới tính và khuynh hướng tình dục. Ở nhiều quốc gia và nền văn hóa, đây là quá trình mà mối quan hệ lãng mạn (tình yêu) được vun đắp và lựa chọn một người bạn đời tương lai. Một số đi hẹn hò lần đầu để đánh giá tiềm năng của một người như một người bạn đời, hay chỉ là bạn tình để đưa nhau lên giường. Thông thường, mọi người có những buổi hẹn hò được bạn bè sắp xếp, hoặc họ gặp nhau tại nơi làm việc, một bữa tiệc, trong lớp học, trong không gian cộng đồng của họ hoặc hẹn hò trực tuyến trên một trang web mạng xã hội hay dịch vụ hẹn hò trực tuyến (ứng dụng hẹn hò). Những người trong buổi hẹn hò đầu tiên thường khá nhận thức được kỳ vọng của họ về kết quả của buổi hẹn hò. Đánh giá về một buổi hẹn hò có thể phụ thuộc một phần vào mức độ mà mọi người đạt được mục tiêu của mình có xứng đáng hay không.

## Tổng quan

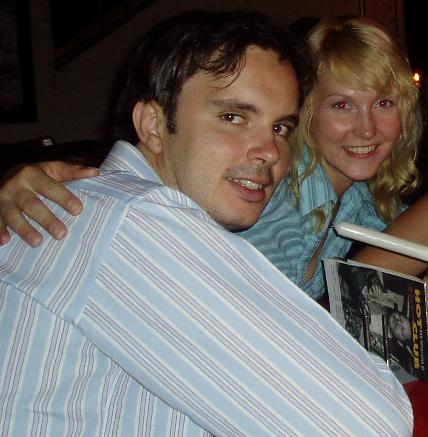
Một buổi hẹn hò trong quán nhạc jazz

Trong buổi hẹn hò, mỗi người tham gia có thể đánh giá mức độ tương thích của người kia và có cơ hội sàng lọc những nhân vật có hành vi, cách hành xử mà một người không thích. Có nhiều kết quả có thể diễn ra khi kết thúc buổi hẹn hò đầu tiên. Hai cá nhân có thể đồng ý tiến đến hẹn hò lần thứ hai khi cảm thấy hợp nhau ở buổi hẹn lần đầu. Một hoặc cả hai bên có thể quyết định rằng có nhiều vấn đề hai bên không hiểu nhau, không hợp nhau và quyết định không theo đuổi những buổi hẹn hò tiếp theo. Các yếu tố tương thích thay đổi rất nhiều và có thể bao gồm tôn giáo, việc một người có sử dụng ma túy hoặc rượu hay không, ngoại hình hay tính cách. Ngoài ra, hai bên có thể quyết định trở thành bạn bè hoặc gầy dựng mối quan hệ Platon khác (mối quan hệ không tình dục). Một số buổi hẹn hò đầu tiên có thể dẫn đến một mối quan hệ lãng mạn có thể kéo dài từ thời gian ngắn đến thời gian dài. 
Theo một nghĩa nào đó, mục đích của buổi hẹn hò đầu tiên cũng giống như mục đích của bất kỳ buổi hẹn hò nào sau đó đó là cơ hội để hai người gặp nhau. Tuy nhiên, buổi hẹn hò đầu tiên khác ở chỗ nó thường được dùng để sàng lọc những ứng viên hẹn hò tiềm năng. Nếu một người thể hiện những hành xử được coi là có vấn đề, người kia có thể quyết định không gặp lại. Trong một số trường hợp, một hoặc cả hai bên có thể quyết định kết thúc buổi hẹn hò trước khi kết thúc hoạt động mà họ đang tham gia. Vì chúng thường định hình giai điệu cho mối quan hệ, nên buổi hẹn hò đầu tiên rất quan trọng. Theo nghiên cứu của Mary Claire Morr Serewicz thuộc Khoa Nghiên cứu Giao tiếp Con người tại Đại học Denver và Paul Mongeau thuộc Đại học Tiểu bang Arizona, những buổi hẹn hò đầu tiên "đại diện cho một sự kiện ban đầu quan trọng trong quá trình phát triển mối quan hệ hẹn hò". 
Nghiên cứu của Mongeau cho thấy thuật ngữ "hẹn hò" có thể được cô đọng thành bốn tiểu thể loại:
- Mục đích của buổi hẹn hò giữa hai cá nhân.
- Chu kỳ hẹn hò: Bao gồm các những hành xử chủ đạo của một buổi hẹn hò.
- Kỳ vọng tương tác tích cực: Ngụ ý rằng các buổi hẹn hò cho phép nhau có cơ hội tìm hiểu nhau trong một môi trường thoải mái.
- Sắc thái tình dục: Chỉ phần của buổi hẹn hò mà các mối quan hệ lãng mạn có thể phát triển hoặc bao gồm hấp dẫn tình dục hoặc kỳ vọng về việc này[3].

Trong nghiên cứu năm 2004 do Mongeau thực hiện, ông trích dẫn Roscoe, người xác định sáu mục đích của việc hẹn hò:
- Giải trí (để vui vẻ)
- Để tìm hiểu đối tác
- Khẳng định bản thân, địa vị xã hội (nâng cao vị thế bản thân bằng cách hẹn hò với một đối tác hấp dẫn)
- Tình bạn (tìm một người bạn để cùng làm việc)
- Lựa chọn bạn đời/tán tỉnh (tìm vợ/chồng)
- Sự gần gũi (thiết lập một mối quan hệ có ý nghĩa)[4]

## Các yếu tố

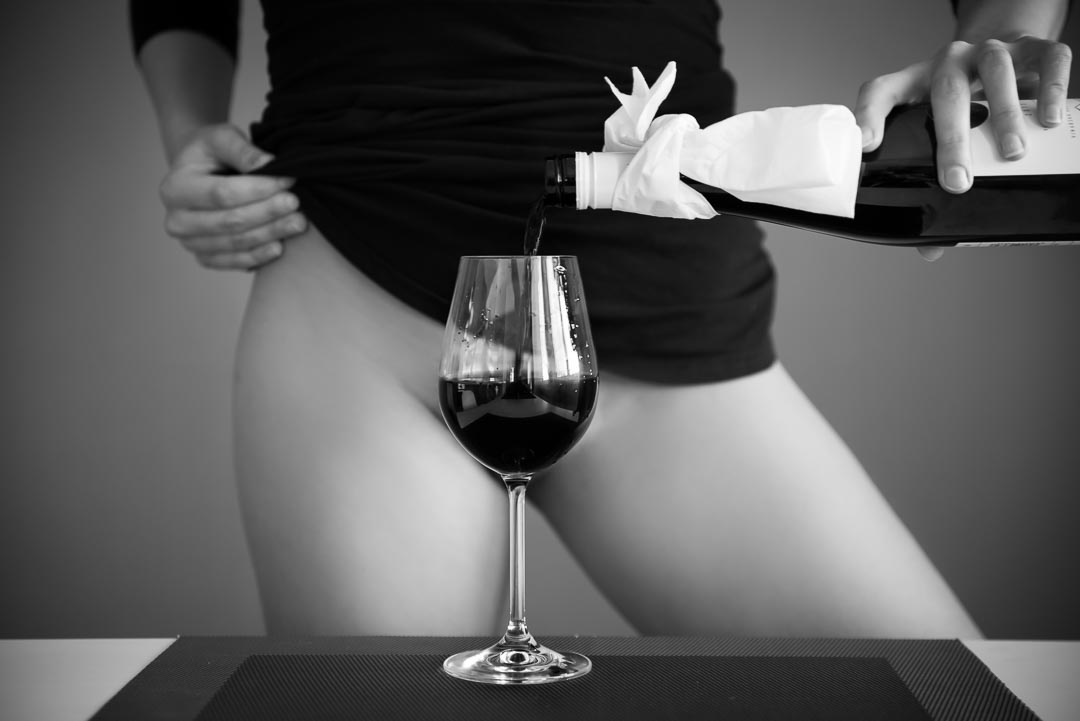
Rượu là một trong những yếu tố tác động đến buổi hẹn hò đầu tiên, liên quan đến yếu tố tình dục

Nghiên cứu năm 2007 của Mongeau về các cuộc hẹn hò và mục tiêu cho buổi hẹn hò đầu tiên, trích dẫn theo Beth Bailey của Đại học Chicago, cũng như Sally Lloyd của Đại học Miami với trọng tâm là các nghiên cứu về gia đình. Các nhà nghiên cứu này chỉ ra rằng các chuẩn mực hẹn hò cụ thể đã tồn tại trong một thời gian dài nhưng thường thay đổi từ thế hệ này sang thế hệ khác. Nhiều nghiên cứu đã được thực hiện về kịch bản hẹn hò và các chuẩn mực. Trong một nghiên cứu do Suzanna Rose của Đại học Missouri và Irene Hanson Frieze của Đại học Pittsburgh thực hiện, được công bố trên Tạp chí Giới tính và Xã hội, họ trích dẫn Ginsberg, người viết rằng kịch bản "là các loại lược đồ được sử dụng để sắp xếp các trải nghiệm của chúng ta và thường bao gồm một tập hợp các hành động mang tính khuôn mẫu". 
Một yếu tố có thể ảnh hưởng đến các kịch bản hẹn hò là "yếu tố men rượu", khi rượu được bày bán sẵn ở nhiều nhà hàng ở phương Tây và trong tất cả các quán bar được cấp phép. Trong nghiên cứu năm 2004 của Mongeau, ông trích dẫn Barbara Leigh của Đại học Washington, người trong bài viết của mình về rượu nói rằng "một ý tưởng quen thuộc là rượu làm giảm sự ức chế và tăng phản ứng tình dục". William H. George, cũng thuộc Đại học Washington, tập trung nghiên cứu của mình vào ảnh hưởng của rượu đối với hành vi tình dục của con người và đã phát hiện ra rằng, khi có tí rượu vào thì quan hệ tình dục giữa những người bạn hẹn hò sẽ xảy ra thường xuyên hơn. Nhìn chung, kỳ vọng và hành vi tình dục trong buổi hẹn hò đầu tiên cũng thay đổi, khác với "kịch bản hẹn hò đầu tiên" thông thường. George cũng đã chứng minh rằng rượu có thể làm giảm lo lắng và tăng khả năng tự tiết lộ của nam giới. Mặt khác, phụ nữ lo lắng hơn rằng hành động của họ có thể bị hiểu sai nếu có men rượu. Nghiên cứu của Mongeau phát hiện ra rằng mọi người có nhiều khả năng chấp thuận mục tiêu tình bạn khi không có rượu so với khi có rượu, nghĩa là có nhiều tình bạn được hình thành hơn trong buổi hẹn hò đầu tiên khi không có rượu.

## Giấu mặt
Lần hẹn hò đầu tiên cũng diễn ra trong hình thức hẹn hò giấu mặt (Blind date), đây là một cuộc gặp gỡ lãng mạn giữa hai người chưa từng gặp nhau trước đây. Cả hai bên đều sắp xếp một cuộc hẹn hò mà không có hoặc có rất ít thông tin về nhau, hy vọng có thể tạo được ấn tượng lâu dài. Thông thường, một thành viên gia đình hoặc một người bạn sẽ chịu trách nhiệm sắp xếp cuộc gặp gỡ này và cuộc hẹn luôn bất ngờ. Mặc dù nguồn gốc của nó không được biết đến, nhưng người ta đã nói rằng rằng chúng đã được phổ biến vào đầu thế kỷ XX tại Hoa Kỳ hoặc trong những nỗ lực mai mối ban đầu trong cộng đồng Do Thái ở Đông Âu vào thế kỷ XIX. Chúng đã thu hút được sự chú ý như một cách tạo điều kiện cho các mối quan hệ lãng mạn trong một bối cảnh có sự chuẩn bị xắp xếp trước, có phần bí ẩn. Một cuộc hẹn hò giấu mặt được sắp xếp do một người quen chung của cả hai người tham gia. Hai người tham gia vào cuộc hẹn hò giấu mặt có thể chưa từng gặp hoặc nhìn thấy nhau, người quen sắp xếp cuộc hẹn có trách nhiệm đảm bảo rằng họ là một cặp đôi hoàn hảo. Đôi khi một người quan tâm nhiều hơn người kia, điều này có thể khiến người sắp xếp cuộc hẹn khó đánh giá liệu cuộc hẹn có thành công hay không. Buổi hẹn hò thường kéo dài hai giờ hoặc ít hơn vì đây chỉ là buổi hẹn hò đầu tiên và thực sự có mục đích giới thiệu hai người nhiều hơn là tạo dựng mối quan hệ. Kiểu hẹn hò giấu mặt ở Hàn Quốc được ưa chuộng hơn các kiểu hẹn hò khác. Có hai loại hẹn hò giấu mặt ở Hàn Quốc là "gặp gỡ" và "sogeting". Hẹn hò giấu mặt là hẹn hò theo nhóm không có kỳ vọng cam kết trước và thường được sinh viên đại học vận dụng, cuộc hẹn hò này diễn ra với những người "độc thân và đang tìm kiếm".